# 붉은배새매
붉은배새매(Chinese sparrowhawk)는 수리과에 속하며 학명은 Tachyspiza soloensis이다. 한국에서는 여름철새이다. 몸길이는 약 28cm이고, 등은 어두운 회색이며, 배는 흰색이다. 가슴과 옆구리는 밝은 갈색이고, 다리는 선명한 황색이다. 평지, 인가 부근의 낙엽활엽수림이나 침엽수림에 서식한다. 산란기는 5월이며, 나무 위에 나뭇가지를 모아서 둥지를 짓고, 흰색 알을 3-4개 낳는다. 어미는 19-20일 정도 알을 품고, 19일 정도 새끼를 돌본다. 주로 붉은머리오목눈이 등의 작은 새나 쥐, 개구리 등을 잡아먹는다. 한국·중국·대만 및 동남아시아에 분포한다. 대한민국에서는 천연기념물 제323-2호 및 멸종위기 야생생물 Ⅱ급으로 지정하여 보호하고 있다.

## 분류
한때 새매속으로 분류했었으나 현재는 Tachyspiza로 분류하고 있다.

## 같이 보기
- 황조롱이

## 참고 자료
- 이 문서에는 다음커뮤니케이션(현 카카오)에서 GFDL 또는 CC-SA 라이선스로 배포한 글로벌 세계대백과사전의 내용을 기초로 작성된 글이 포함되어 있습니다.